# Sebastian Kwiatkowski
Sebastian Kwiatkowski – polski ginekolog, dr hab. nauk medycznych, profesor Katedry Położnictwa, Ginekologii i Neonatologii, oraz prodziekan Wydziału Medycyny i Stomatologii Pomorskiego Uniwersytetu Medycznego w Szczecinie.

## Życiorys
W 2008 r. obronił pracę doktorską pt. Ocena stężenia elastazy neutrofilowej i izoprostanu (8-epi-PEF2α) w osoczu krwi matczynej i pępowinowej oraz płynie owodniowym w ciąży powikłanej przedwczesnym odpłynięciem płynu owodniowego, której promotorem był prof. Ryszard Czajka, w 2017 r. habilitował się na podstawie pracy zatytułowanej Rozpuszczalna fms-podobna kinaza tyrozynowa (sFlt-1) oraz łożyskowy czynnik wzrostu (PlGF) jako markery zaburzonej angiogenezy w zespołach niedokrwiennych łożyska. W 2022 r. uzyskał tytuł profesora nauk medycznych i nauk o zdrowiu. Został zatrudniony na stanowisku adiunkta w Katedrze Położnictwa, Ginekologii i Neonatologii na Wydziale Lekarskim i Stomatologicznym Pomorskiego Uniwersytetu Medycznego w Szczecinie.
Jest profesorem w Katedrze Położnictwa, Ginekologii i Neonatologii, oraz prodziekanem na Wydziale Medycyny i Stomatologii Pomorskiego Uniwersytetu Medycznego w Szczecinie, a także członkiem  Rady Dyscypliny Naukowej – Nauk Medycznych Pomorskiego Uniwersytetu Medycznego w Szczecinie.